# Thomas Darcy (1er comte Rivers)
Thomas Darcy, 1er comte Rivers (c. 1565 - 25 février 1640) est un pair et courtisan anglais sous les règnes d'Elisabeth Ire, Jacques Ier et Charles Ier.

## Jeunesse
Il est le fils de John Darcy, 2e baron Darcy de Chiche et de Frances Rich. Son grand-père est Thomas Darcy, 1er baron Darcy de Chiche, un partisan de Lady Jane Gray. Il hérite du titre de son père en tant que 3e baron Darcy de Chiche en mars 1581. En 1613, il obtient une nouvelle concession de la baronnie de Darcy de Chiche avec un reliquat spécial, comme il n'a pas de descendance masculine, en faveur de son gendre, Sir Thomas Savage, et de ses héritiers. Il fréquente les cours d'Elisabeth Ire et de Jacques Ier, et est créé vicomte Colchester dans la pairie d'Angleterre le 5 juillet 1621. Pendant le règne de Charles Ier, Darcy est nommé comte Rivers le 4 novembre 1626 Ces deux titres sont créés avec le reste spécial à Thomas Savage et à ses héritiers.

## Mariage et enfants

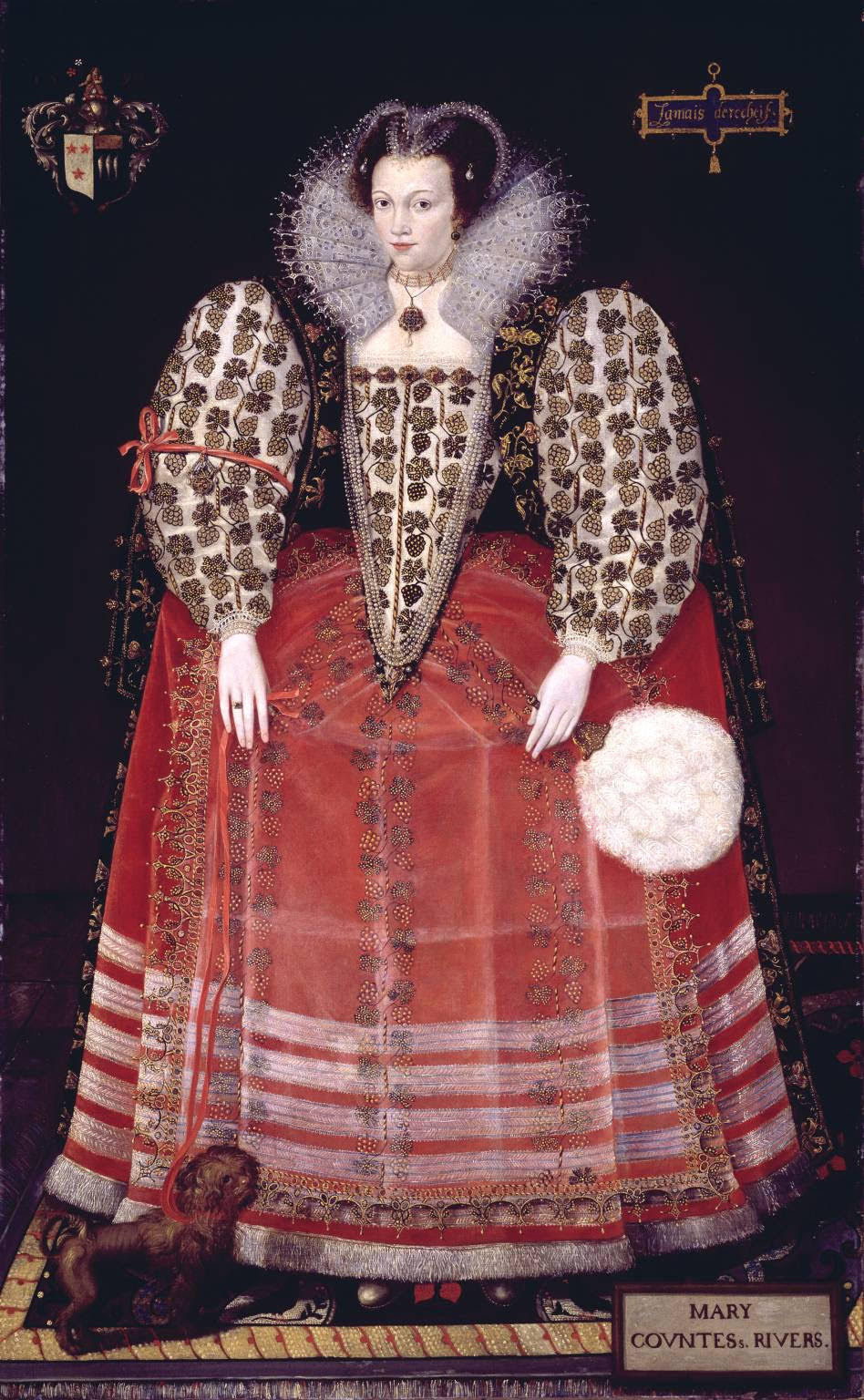
Mary Kitson, comtesse Rivers, v. 1590

Il épouse Mary Kitson, une fille de Thomas Kitson, et a:
- Thomas Darcy (mort en 1614). Il est page du prince Henry et joue au tournoi du Prince Henry en janvier 1610[4],[5]
- Elizabeth Darcy (1581-1651), épouse Thomas Savage (1er vicomte Savage) et a des descendants, dont John Savage (2e comte Rivers)[6]
- Mary Darcy (décédée le 31 juillet 1627), mariée en 1615 à Roger Manwood (1591-1623), sans descendance[7]
- Penelope Darcy (d. 1661), une récusante notoire, épouse d'abord, le 11 juin 1610, en tant que seconde épouse, George Trenchard (c.1575-1610) de Wolveton[8] et se remarie, en 1611, à John Gage, 1er baronnet, par qui elle a des descendants[9] et en troisième noces à William Hervey en 1642[10]
- Susan Darcy, décédée célibataire

Le comte meurt le 25 février 1640 à Winchester House, près de Broad Street, à Londres et est enterré avec ses ancêtres à St Osyth, Essex . Il est remplacé dans ses titres, à l'exception de la baronnie originale de Darcy de Chiche de 1581, par son petit-fils, John Savage (2e comte Rivers) .

## Sources
- Lyn Boothman et Richard Hyde Parker, Savage Fortune: An Aristocratic Family in the Early Seventeenth Century, vol. 49, Woodbridge, Boydell; Suffolk Records Society, coll. « Suffolk Records Society », 2006 (ISBN 1843831996)
- Bernard Burke, A Genealogical History of the Dormant, Abeyant, Forfeited, and Extinct Peerages of the British Empire, By Sir Bernard Burke, LL.D., Ulster King of Arms, London, Harrison, 1866 (lire en ligne)
- John Burke et Bernard Burke, A Genealogical and Heraldic History of the Extinct and Dormant Baronetcies of England, Ireland, and Scotland, London, John Russell Smith, 1844 (lire en ligne)
- G. E. Cokayne, The Complete Peerage; or, a History of the House of Lords and all its Members from the Earliest Times, vol. XI, London, St Catherine Press, 1949
- Arthur Collins et Egerton Brydges, Collins's Peerage of England; Genealogical, Historical, and Biographical; Greatly Augmented, and Continued to the Present Time by Sir Egerton Brydges, K. J., vol. IX, London, 6th, 1812 (lire en ligne)
- John P. Ferris et Rosemary Sgroi, The History of Parliament: the House of Commons 1604-1629, historyofparliamentonline.org, 2010, « Hervey, Sir William II (1586-1660), of Ickworth, Suff. »
- John Gage, The History and Antiquities of Hengrave, in Suffolk, London, James Carpenter, 1822 (lire en ligne)
- P.W. Hasler, The History of Parliament: the House of Commons 1558-1603, historyofparliamentonline.org, 1981, « Trenchard, George II (c.1575-1610), of Wolveton, Dorset and London »
- Historical Manuscripts Commission, Report on the Manuscripts of Allan George Finch, Esq., of Burley-on-the-Hill, Rutland, vol. 1, London, His Majesty's Stationery Office, 1913 (lire en ligne)
- Chris Kyle, The History of Parliament: the House of Commons 1604-1629, historyofparliamentonline.org, 2010, « Savage, John (1603-1654), of Rock Savage, Cheshire »
- Virginia C.D. Moseley et Andrew Thrush, The History of Parliament: the House of Commons 1604-1629, historyofparliamentonline.org, 2010, « Manwood, Roger (1591-1623), of Hackington, Kent »